# Olivia P'tito
 (décembre 2024).
Si vous disposez d'ouvrages ou d'articles de référence ou si vous connaissez des sites web de qualité traitant du thème abordé ici, merci de compléter l'article en donnant les références utiles à sa vérifiabilité et en les liant à la section « Notes et références ».
Olivia P'tito, née le 25 août 1973 à Ixelles, est la directrice générale de Bruxelles Formation depuis le 1er juillet 2013.
Juriste de formation est spécialisée en droit social (ULB) et en droit de l’environnement (St Louis).
De 2004 à 2013, elle a été députée bruxelloise et cheffe de groupe adjointe du groupe PS dès 2010. Elle a présidé la Commission formation du Parlement francophone bruxellois puis la Commission environnement du Parlement bruxellois. Membre active de la Commission des affaires économiques, chargée de la politique économique, de la politique de l’emploi et de la recherche scientifique elle a interpellé régulièrement au niveau bruxellois sur le volet «emplois jeunes» du Pacte de solidarité et l'avenir des contrats dits «PTP» (Programmes de transition professionnelle) qui permettent aux plus précarisés de se réinsérer sur le marché de l’emploi.
Au Parlement bruxellois, elle a participé d'une part à la création de propositions et rapports et d'autre part à travers ses questions et interpellations.
De 2006 à 2018 elle a été conseillère communale et de police (2006-2012) à Molenbeek-Saint-Jean et a été l’administratrice déléguée de nombreuses associations (Mission locale de Molenbeek, Molenbeek Formation), structures d’économie sociale (A vos services, Greenworks) et d’une Maison communale d’accueil de la petite enfance (Olina).
Depuis octobre 2020, elle préside le réseau international des Cités des métiers.
En décembre 2024, elle prête serment comme bourgmestre de Koekelberg.